# Anni Placht
Anni Placht, née en 1950 à Wiesentheid, est une joueuse allemande de handball.

## Biographie
Placht a commencé sa carrière sportive dans la section d'athlétisme du TG Kitzingen en Bavière. Avec les handballeuses du DJK Wurtzbourg, où elle joue avec sa sœur, elle est montée en Bundesliga en 1976. En 1980, Placht est nommée joueuse de handball allemande de l'année.
La joueuse, qui évolue à plusieurs postes (pivot, arrière, ailière), participe aux Championnats du monde 1973 et 1978. Avec douze buts, Placht est le deuxième meilleure buteuse d'Allemagne lors de la Coupe du monde 1978. Placht, qui fut parfois capitaine, connait sa dernière sélection avec l'Allemagne en 1982, totalisant 126 matchs internationaux entre 1974 et 1982.
Au cours de sa carrière de handballeuse, elle joue brièvement pour le 1. FC Nürnberg, mais surtout pour le DJK Wurtzbourg. En 1984, elle quitte Würzburg en tant que joueuse de club. En tant qu'entraîneur, elle conduit le DJK à la promotion en Bundesliga en 1987 et démissionne après ce succès.
Placht devient professeur de géographie et de sport au lycée à Würzbach.

## Source
- (de) Cet article est partiellement ou en totalité issu de l’article de Wikipédia en allemand intitulé « Anni Placht » (voir la liste des auteurs).

1. ↑  (de) Jörg Rieger, « Wiedersehen für Anni Placht », sur Main-Post, 2017